# 福洛
福洛（義大利語：Follo），是意大利拉斯佩齐亚省的一个市镇。总面积23.13平方公里，人口6328人，人口密度273.6人/平方公里（2009年）。ISTAT代码为011013。